# Romeo og Julie
 For alternative betydninger, se Romeo og Julie (flertydig). (Se også artikler, som begynder med Romeo og Julie)
Romeo og Julie (originaltitel: Romeo and Juliet) er tragedie skrevet tidligt i karrieren af dramatikeren William Shakespeare. Stykket omhandler to unge elskende, hvis dødsfald i sidste ende forener deres stridende familier. Stykket var blandt Shakespeares mest populære i hans levetid, og sammen med Hamlet og Macbeth, er det et af hans oftest spillede stykker. De to hovedroller betragtes i dag som arketypiske unge elskende.
Romeo og Julie hører til en tradition for tragiske romancer, der strækker sig tilbage til oldtiden. Dens plot er baseret på en italiensk fortælling, der blev oversat til engelsk som vers under titlen "The Tragical History of Romeus and Juliet" af Arthur Brooke i 1562, og genfortalt i prosa i "Palace of Pleasure" af William Painter i 1582. Shakespeare lånte kraftigt fra begge, men for at udvide plottet udviklede han flere biroller, specielt Mercutio og Paris. Stykket formodes skrevet mellem 1591 og 1595, og blev offentliggjort for første gang i First Quarto i 1597. Denne tekst var dog af dårlig kvalitet, hvilket senere udgaver rettede op på, så den kom mere i tråd med Shakespeares originale tekst.
Shakespeares brug af dramatiske struktur, især effekter såsom skift mellem komedie og tragedie for at øge spændingen, hans fremhævning af mindre karakterer, og hans brug af sub-plots for at forskønne historien, er blevet rost som et tidligt tegn på hans dramatiske evner. Stykket tilskriver forskellige poetiske former til forskellige karakterer, undertiden ændres formen som karakteren udvikler sig. Romeo, for eksempel, bliver bedre til Sonet i løbet af stykket.
Romeo og Julie er blevet tilpasset adskillige gange til scenen, film, musicals og opera. Efter restaurationen i England blev stykket genoplivet og stærkt revideret af William Davenant. David Garrick's version fra det 18. århundrede ændrede også flere scener, og fjernede materiale som blev betragtet som uanstændigt, og Georg Benda's opera udelod en stor del af handlingen og tilføjede en lykkelig slutning. Forestillinger i det 19. århundrede, herunder Charlotte Cushman's, restaurerede den oprindelige tekst, og fokuserede på større realisme. John Gielgud version fra 1935 holdt sig meget tæt på Shakespeares tekst, og brugte elizabethanske kostumer og iscenesættelse for at øge dramatiken. I det 20. århundrede er stykket blevet tilpasset i versioner så forskellige som MGM's forholdsvis trofaste film fra 1936, 1950'ernes musical West Side Story, og den MTV-inspirerede Romeo + Juliet.

## Danmark
Stykket er oversat til dansk af Edvard Lembcke, Johannes Sløk og Niels Brunse.
Det er opført flere gange, blandt andet i en rost forestilling på 
Det Kongelige Teater i 2014 af Elisa Kragerup med Thomas Hwan og Danica Curcic i titelrollerne.
Erik Clausen lod sig inspirere af stykket til sin film Rami og Julie. 